# Aufidus wagneri
Aufidus wagneri is een halfvleugelig insect uit de familie schuimcicaden (Cercopidae). De wetenschappelijke naam van deze soort is voor het eerst geldig gepubliceerd in 1931 door Lallemand.